# Naratettix ibukisanus
Naratettix ibukisanus är en insektsart som beskrevs av Matsumura 1931. Naratettix ibukisanus ingår i släktet Naratettix och familjen dvärgstritar. Inga underarter finns listade i Catalogue of Life.